# Associazione Calcio ChievoVerona 1995-1996
Questa voce raccoglie le informazioni riguardanti l'Associazione Calcio ChievoVerona nelle competizioni ufficiali della stagione 1995-1996.

## Stagione
Nella stagione 1995-1996 il Chievo disputa il campionato cadetto, sempre affidato ad Alberto Malesani con 47 ottiene la quattordicesima posizione. Una salvezza, quella dei clivensi, giunta nella affollata volata finale, dove fanno le spese Fidelis Andria ed Avellino, che si aggiungono alle già retrocesse Ancona e Pistoiese. In Coppa Italia il Chievo nel primo turno ha superato la Reggina, nel secondo turno è stato eliminato dalla Lazio, (3-4) ai calci di rigore, dopo che lo scontro era terminato (1-1). Miglior marcatore stagionale dei gialloblù è stato Michele Cossato con 9 centri.

## Risultati

### Campionato

#### Girone di andata
| Arbitro: | Branzoni (Pavia) |

|          |           |             |
| Manzo 1’ | Marcatori | 25’ Cossato |

| Verona 3 settembre 1995 2ª giornata | Chievo             | 0 – 0 referto | Salernitana | Stadio Marcantonio Bentegodi (4 404 spett.)\| Arbitro: \| De Santis (Tivoli) \| |
| Arbitro:                            | De Santis (Tivoli) |               |             |                                                                                 |

| Arbitro: | Rosica (Roma) |

|           |           |              |
| Carli 28’ | Marcatori | 59’ Giordano |

| Verona 17 settembre 1995 4ª giornata | Chievo          | 0 – 0 referto | Pescara | Stadio Marcantonio Bentegodi (2 517 spett.)\| Arbitro: \| Gronda (Genova) \| |
| Arbitro:                             | Gronda (Genova) |               |         |                                                                              |

| Arbitro: | Francesco Ercolino (Cassino) |

|               |           |                                        |
| Lucarelli 82’ | Marcatori | 48’ Franchi 50’ Antonioli 75’ Giordano |

| Arbitro: | Quartuccio (Torre Annunziata) |

|  |           |                  |
|  | Marcatori | 49’ Van 't Schip |

| Arbitro: | Bonfrisco (Monza) |

|                                          |           |                           |
| Favi 12’ G. Bizzarri 34’ Hübner 65’, 76’ | Marcatori | 44’ Cossato 89’ Gentilini |

| Foggia 15 ottobre 1995 8ª giornata | Foggia             | 0 – 0 referto | Chievo | Stadio Pino Zaccheria (7 656 spett.)\| Arbitro: \| Stafoggia (Pesaro) \| |
| Arbitro:                           | Stafoggia (Pesaro) |               |        |                                                                          |

| Arbitro: | Branzoni (Pavia) |

|              |           |                     |
| Giordano 54’ | Marcatori | 49’ (aut.) D'Angelo |

| Arbitro: | Rossi (Ciampino) |

|                           |           |            |
| Scarafoni 28’ (rig.), 56’ | Marcatori | 68’ Melosi |

| Arbitro: | Bolognino (Milano) |

|            |           |              |
| Grabbi 85’ | Marcatori | 18’ Masolini |

| Perugia 12 novembre 1995 12ª giornata | Perugia                      | 0 – 0 referto | Chievo | Stadio Renato Curi (8 062 spett.)\| Arbitro: \| De Prisco (Nocera Inferiore) \| |
| Arbitro:                              | De Prisco (Nocera Inferiore) |               |        |                                                                                 |

| Arbitro: | Borriello (Mantova) |

|             |           |                          |
| Cossato 61’ | Marcatori | 53’ Cammarata 58’ Zanini |

| Arbitro: | Ercolino (Cassino) |

|              |           |  |
| Tangorra 84’ | Marcatori |  |

| Arbitro: | Dagnello (Trieste) |

|              |           |  |
| Zattarin 58’ | Marcatori |  |

| Verona 17 dicembre 1995 16ª giornata | Chievo            | 0 – 0 referto | Venezia | Stadio Marcantonio Bentegodi (2 644 spett.)\| Arbitro: \| Bonfrisco (Monza) \| |
| Arbitro:                             | Bonfrisco (Monza) |               |         |                                                                                |

| Arbitro: | Lana (Torino) |

|  |           |             |
|  | Marcatori | 90’ Cossato |

| Verona 7 gennaio 1996 18ª giornata | Chievo             | 0 – 0 referto | Bologna | Stadio Marcantonio Bentegodi (3 518 spett.)\| Arbitro: \| Tombolini (Ancona) \| |
| Arbitro:                           | Tombolini (Ancona) |               |         |                                                                                 |

| Avellino 14 gennaio 1996 19ª giornata | Avellino            | 0 – 0 referto | Chievo | Stadio Partenio (5 976 spett.)\| Arbitro: \| Franceschini (Bari) \| |
| Arbitro:                              | Franceschini (Bari) |               |        |                                                                     |

#### Girone di ritorno
| Arbitro: | Cinciripini (Ascoli Piceno) |

|                      |           |                             |
| Rinino 2’ Guerra 15’ | Marcatori | 1’ (rig.) Paci 77’ Rastelli |

| Arbitro: | Cardona (Milano) |

|                         |           |                           |
| Tudisco 67’ (rig.), 70’ | Marcatori | 47’, 65’ (rig.) Gentilini |

| Arbitro: | Franceschini (Bari) |

|                      |           |  |
| Melis 60’ Melosi 90’ | Marcatori |  |

| Pescara 18 febbraio 1996 23ª giornata | Pescara       | 0 – 0 referto | Chievo | Stadio Adriatico (8 062 spett.)\| Arbitro: \| Lana (Torino) \| |
| Arbitro:                              | Lana (Torino) |               |        |                                                                |

| Arbitro: | Tombolini (Ancona) |

|                                       |           |  |
| Gentilini 23’ Giordano 73’ Rinino 81’ | Marcatori |  |

| Arbitro: | Branzoni (Pavia) |

|                                         |           |            |
| Montella 25’, 52’ (rig.) Pagliarini 90’ | Marcatori | 4’ Cossato |

| Arbitro: | De Prisco (Nocera Inferiore) |

|            |           |  |
| Grabbi 22’ | Marcatori |  |

| Arbitro: | Rosica (Roma) |

|                                     |           |  |
| Melis 1’ Rinino 5’, 48’ Cossato 52’ | Marcatori |  |

| Pistoia 31 marzo 1996 28ª giornata | Pistoiese       | 0 – 0 referto | Chievo | Stadio Marcello Melani (3 651 spett.)\| Arbitro: \| Gronda (Genova) \| |
| Arbitro:                           | Gronda (Genova) |               |        |                                                                        |

| Arbitro: | Cardona (Milano) |

|             |           |                   |
| Cossato 55’ | Marcatori | 34’ (aut.) D'Anna |

| Arbitro: | Dagnello (Trieste) |

|              |           |           |
| Scarponi 71’ | Marcatori | 10’ Melis |

| Arbitro: | Farina (Novi Ligure) |

|                       |           |                                     |
| Melis 52’ Cossato 73’ | Marcatori | 21’ Dicara 45’, 53’ Negri 63’ Suppa |

| Arbitro: | Tombolini (Ancona) |

|              |           |  |
| De Vitis 78’ | Marcatori |  |

| Verona 5 maggio 1996 33ª giornata | Chievo          | 0 – 0 referto | Reggiana | Stadio Marcantonio Bentegodi (4 369 spett.)\| Arbitro: \| Treossi (Forlì) \| |
| Arbitro:                          | Treossi (Forlì) |               |          |                                                                              |

| Ancona 12 maggio 1996 34ª giornata | Ancona          | 0 – 0 referto | Chievo | Stadio Del Conero (6 995 spett.)\| Arbitro: \| Boggi (Salerno) \| |
| Arbitro:                           | Boggi (Salerno) |               |        |                                                                   |

| Venezia 19 maggio 1996 35ª giornata | Venezia          | 0 – 0 referto | Chievo | Stadio Pier Luigi Penzo (3 458 spett.)\| Arbitro: \| Cardona (Milano) \| |
| Arbitro:                            | Cardona (Milano) |               |        |                                                                          |

| Arbitro: | Pairetto (Torino) |

|                             |           |  |
| Adani 88’ (aut.) Rinino 90’ | Marcatori |  |

| Arbitro: | Messina (Bergamo) |

|                  |           |  |
| G. Bresciani 90’ | Marcatori |  |

| Arbitro: | Pellegrino (Barcellona Pozzo di Gotto) |

|                                                  |           |  |
| Giordano 45’ Fornaciari 69’ (aut.) Gentilini 80’ | Marcatori |  |

### Coppa Italia
| Arbitro: | Ercolino (Cassino) |

|                   |           |                              |
| Pasino 73’ (rig.) | Marcatori | 41’ Cossato 85’ (aut.) Carli |

| Arbitro: | Bolognino (Milano) |

|                                                |                      |                                         |
| Giordano 81’                                   | Marcatori            | 42’ Di Vaio                             |
| Zattarin Cossato M. Antonioli Gentilini D'Anna | Tiri di rigore 3 – 4 | Cravero Marcolin Signori Winter Favalli |